# Telewizja na kartę
Spółka Cyfrowy Dom, zależna od spółki ITI Neovision, została powołana do uruchomienia ofert kodowanych programów telewizyjnych w systemie prepaid, nadawanych cyfrowo. Odbiór kanałów nie wiąże się z koniecznością podpisywania umowy.
Kolejne projekty Cyfrowego Domu zaczęły się pojawiać stopniowo, obok oferowanych dotąd niezależnych projektów, jednak z możliwością migracji do nowszych ofert. Różniły się one przede wszystkim ofertą pakietową oferowanych kanałów oraz aktywnego okresu dostępu do usługi po wygaśnięciu doładowania.
Wszystkie oferty na kartę nadają z satelity Eutelsat Hot Bird 13°E w standardzie DVB-S i DVB-S2 oraz są szyfrowane za pomocą systemu dostępu warunkowego Conax.

## Zestaw startowy
Telewizja na kartę oferuje w sprzedaży zestawy startowe ze specjalnym odbiornikiem satelitarnym lub samą kartę kodową, umożliwiającą odbiór kanałów.
Specjalne zestawy startowe z odbiornikiem satelitarnym:
- TechniSat Digit S2-CD
- Globo Opticum X11
- Globo Opticum 4060CX
- ADB 1180S
- ADB 2849 ST.

Karta działa również w innych odbiornikach satelitarnych, jeżeli odbiornik ten posiada wbudowany moduł dostępu warunkowego dla systemu Conax lub uniwersalny (wielosystemowy) obsługujący wskazany system. Istnieje możliwość odbioru oferty w odbiornikach, posiadających gniazdo CI umożliwiające instalację zewnętrznego modułu dostępu warunkowego dla systemu Conax.

## Odbiór kanałów
Klienci posiadający kartę abonencką otrzymują w każdej ofercie bezpłatnie dostęp do kilku kodowanych kanałów telewizyjnych w Pakiecie Bez Opłat, bez konieczności późniejszego doładowywania karty. Kanały te działają przez określony w danej ofercie czas po wygaśnięciu ostatniego doładowania. Pozostałe kanały kodowane można oglądać po uprzednim doładowaniu karty określoną kwotą, od której zależy długość okresu, na jaki zostały zdekodowane.

## Zestawienie ofert

### Telewizja na kartę
Telewizja na kartę (skrót TNK) – pierwsza oferta kanałów kodowanych przygotowanych przez spółkę Cyfrowy Dom. Oferta była kierowana do osób zainteresowanych dostępem do podstawowych kanałów telewizyjnych nadawanych wyłącznie w rozdzielczości SDTV. Oferowała dwa pakiety programowe:
- Pakiet Bez Opłat – składający się z 14 kanałów kodowanych oraz satelitarnych kanałów niekodowanych. Dla kart startowych aktywowanych do 31 marca 2010 kanały z tego pakietu pozostają aktywne przez okres ważności oferty. Natomiast dla aktywowanych od 1 kwietnia 2010 pozostają aktywne przez okres ważności doładowania oraz 12 miesięcy po jego wygaśnięciu.
- Pakiet Na Doładowanie – składający się z 10 kanałów satelitarnych. Kanały dostępne są po dokonaniu doładowanie przez czas określony na starterze. Po upływie okresu doładowania kanały są ponownie szyfrowane, do czasu wykonania kolejnego doładowania.

Telewizja na kartę stanowiła odpowiedź grupy ITI na pakiet Mini Cyfrowego Polsatu. Zestawy startowe Telewizji na kartę aktualnie nie są dostępne w sprzedaży, choć klienci nadal posiadający dekodery SD mogą nieprzerwanie korzystać z tej oferty, jednak nie dłużej niż do upływu okresu ważności oferty. TNK działała na podstawie koncesji wydanej do 31 października 2016 roku przez KRRiTV.
Użytkownikom Telewizji na Kartę umożliwiono możliwość migracji do oferty n na kartę, a obecnie tylko do Smart HD+.

### Telewizja na kartę HD
Telewizja na kartę HD (skrót TNK HD) – druga oferta kanałów kodowanych spółki Cyfrowy Dom. Oferta była skierowana do użytkowników zainteresowanych dostępem do kanałów telewizyjnych nadawanych w rozdzielczości HDTV i różniła się ofertą od Telewizji na kartę. Oferowała dwa, później 4 pakiety programowe:
- Pakiet Domowy HD – składający się z kilkunastu szyfrowanych kanałów SDTV i kilku HDTV oraz z satelitarnych kanałów niekodowanych
- Pakiet Premium – zawierający wyłącznie kanały HDTV, dostępny jako rozszerzenie Pakietu Domowego HD
- Pakiet Bez Opłat – wprowadzony 20 października 2010, znany z oferty Telewizji na kartę
- Pakiet Canal+ Family – oferujący dwa kanały Canal+

Zestawy startowe Telewizji na kartę HD zostały wycofane ze sprzedaży internetowej 1 sierpnia 2011, po uruchomieniu oferty n na kartę. Jednak klienci posiadający karty kodowane mogą nadal korzystać z tej oferty, lecz nie dłużej niż do upływu okresu ważności oferty.
Wszystkim użytkownikom Telewizji na Kartę HD udostępniono możliwość migracji do oferty n na kartę, a obecnie do Smart HD+.

### n na kartę
n na kartę (skrót NNK) – trzecia oferta prepaid kanałów spółki Cyfrowy Dom. Oferta była taka sama jak oferta Telewizji na kartę HD, jednak został skrócony aktywny okres dostępu do pakietu Bez Opłat po wygaśnięciu dostępu do pakietów, które użytkownik uprzednio doładowywał. Oferta miała na celu wzmocnienie marki n. Po uruchomieniu platformy nc+ oferta została wycofana ze sprzedaży. Użytkownikom n na kartę udostępniono możliwość migracji do oferty Smart HD+ lub korzystania z oferty na dotychczasowych zasadach.

### Komfort HD/Świat HD
Komfort HD/Świat HD – dwie nowe oferty bez umowy pojawiły się 23 października 2012 roku. Były to kanały znane z promocji oferowanych dotychczas w ofercie platformy n. Po uruchomieniu platformy nc+ oferty zostały wycofana ze sprzedaży, a ich użytkownicy mogą skorzystać z migracji do oferty Smart HD+ lub korzystania z oferty na dotychczasowych zasadach.

### Smart HD+
Smart HD+ – piąta oferta kanałów kodowanych ITI Neovision.
Usługa została uruchomiona 11 lipca 2012 pod nazwą Smart HD i początkowo była specjalną ofertą dla posiadaczy kart Telewizji na Kartę. Pozwalała na migrację z oferty Telewizja na Kartę do Smart HD i poszerzenie oferty o nowe kanały telewizyjne i kilka stacji w wysokiej rozdzielczości bez konieczności zmiany karty. W październiku 2012 r. pojawiły się zestawy startowe Smart HD. Natomiast 23 maja 2013 roku, po połączeniu platform n i Cyfry+ w nc+, usługa została zmieniona na Smart HD+ i rozszerzona o nowe pakiety. Jest to jedyna usługa prepaid (obok nc+ mix – kombinacja oferty prepaid z postpaid), której startery są w sprzedaży. Nie można doładować karty przez internet.
Najnowsze zestawy startowe zawierają dekoder Wifibox+ znany z oferty postpaid Canal+, lub moduł CAM CI+. 